# Rouen
Rouen (wymowaⓘ [ʁwɑ̃]) – miasto i gmina w północnej Francji, w regionie Normandia, w departamencie Sekwana Nadmorska, położone nad Sekwaną.
Według danych na rok 2011 gminę zamieszkiwały 111 553 osoby, a gęstość zaludnienia wynosiła 5218 osób/km² (wśród 1421 gmin Górnej Normandii Rouen plasuje się na 2. miejscu pod względem liczby ludności (po Hawrze), natomiast pod względem powierzchni na miejscu 43.).

## Ogólne informacje
Rouen leży nad dolną Sekwaną. Liczy 111 tys. mieszkańców, a zespół miejski 494 tys. (2010). Do zespołu miejskiego (aglomeracji) należy kilkadziesiąt gmin (communes), z których największe to Sotteville-lès-Rouen i Saint-Étienne-du-Rouvray. Część z nich przylega bezpośrednio do centrum Rouen (np. Sotteville), podczas gdy inne są oddalone o kilka kilometrów (np. Elbeuf). Oficjalna nazwa związku administracyjnego Rouen to Communauté d'agglomération Rouen-Elbeuf-Austreberthe, czyli CREA.  Rouen to wielki port morsko-rzeczny, położony na skrzyżowaniu ważnych szlaków handlowych. Przemysł metalowy, petrochemiczny, chemiczny, papierniczy, włókienniczy, stoczniowy i spożywczy. W Rouen znajduje się również uniwersytet (od 1964).
W mieście znajduje się stacja kolejowa Gare de Rouen Rive Droite (czyli „prawobrzeżny”), miasto ma połączenia z Paryżem i Hawrem, a także Caen, Dieppe czy Amiens. Dostępne jest także połączenie TGV, m.in. w kierunku  Lyonu i dalej Marsylii. Komunikację miejską tworzą sieć autobusowa oraz metro.

## Historia
W starożytności gród galijski, następnie rzymskie miasto Rotomagus. Od ok. 260 biskupstwo (później arcybiskupstwo). W 841 i 859 spalone przez Normanów. Od 911 stolica księstwa Normandii. Ważny port rzeczny, ośrodek handlu (zwłaszcza z Anglią, później z Hanzą) i rzemiosła (sukiennictwo). Rouen zmonopolizowało morski eksport wina z Szampanii i Burgundii.
W latach 1147–1167 mieścił się tutaj dwór cesarzowej Matyldy, która po przegranej walce o angielską koronę ze swoim kuzynem królem Stefanem przeniosła się na stałe do Francji. Cesarzowa zmarła w 1167 roku i została pochowana w tutejszej katedrze. Około 1170 roku miasto uzyskało samorząd. W 1204 miasto zostało włączone do domeny królewskiej. W 1382 powstanie pospólstwa i utrata samorządu. W czasie wojny stuletniej w latach 1419–1449 w rękach Anglików. W 1431 miejsce spalenia na stosie Joanny d’Arc. Od 2. połowy XV w. rozkwit miasta związany z handlem kolonialnym i wyrobem fajansów. Od 1449 siedziba sądu, przekształconego w 1515 przez Franciszka I w parlament.
W XVI i XVII w. ośrodek hugenotów. Po wybuchu rewolucji francuskiej w 1789 ośrodek rojalistów. W XIX w. dalszy rozwój przyśpieszony usprawnieniem żeglugi na Sekwanie i połączeniami kolejowymi.

## Ważniejsze zabytki

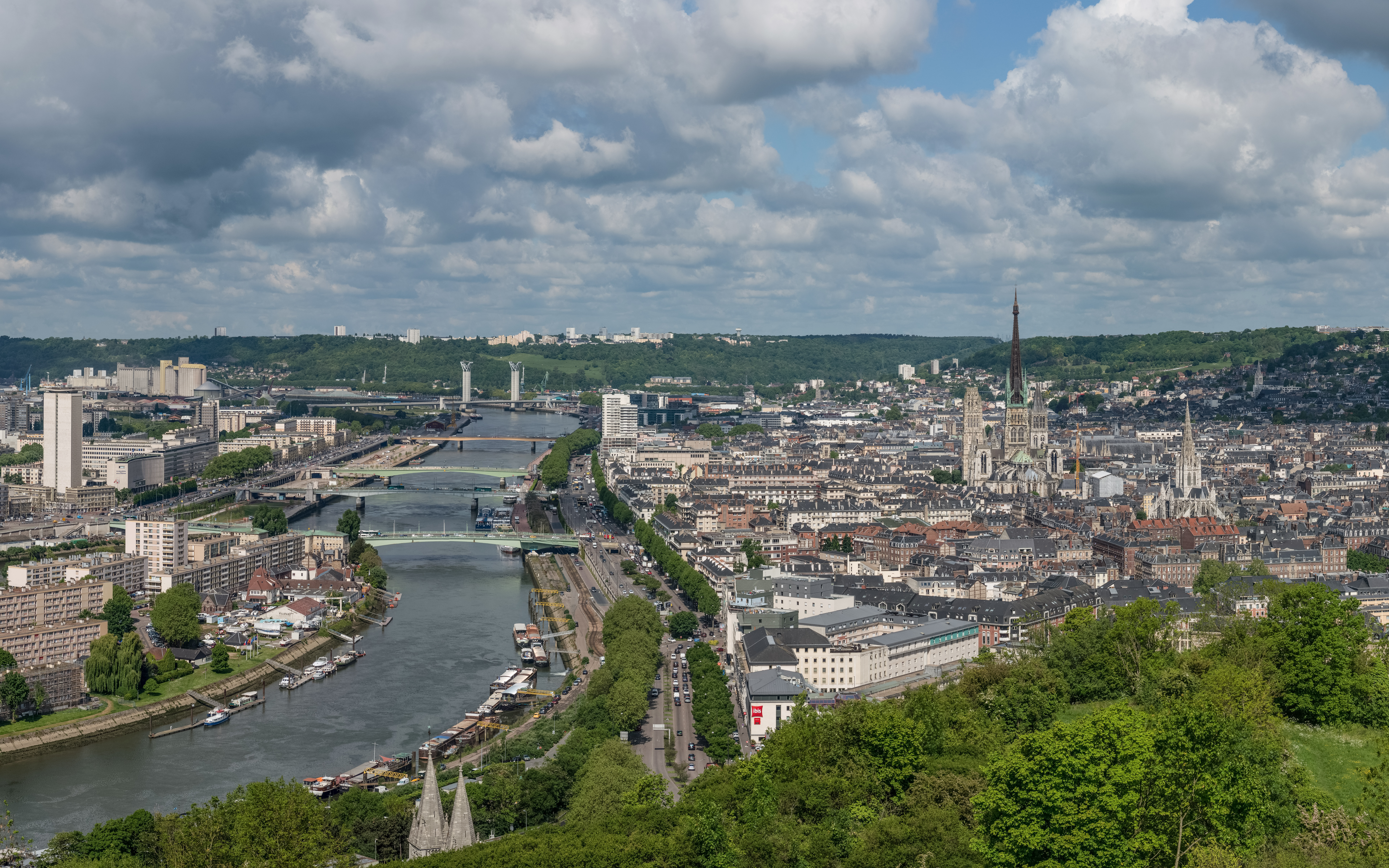
Panorama Rouen

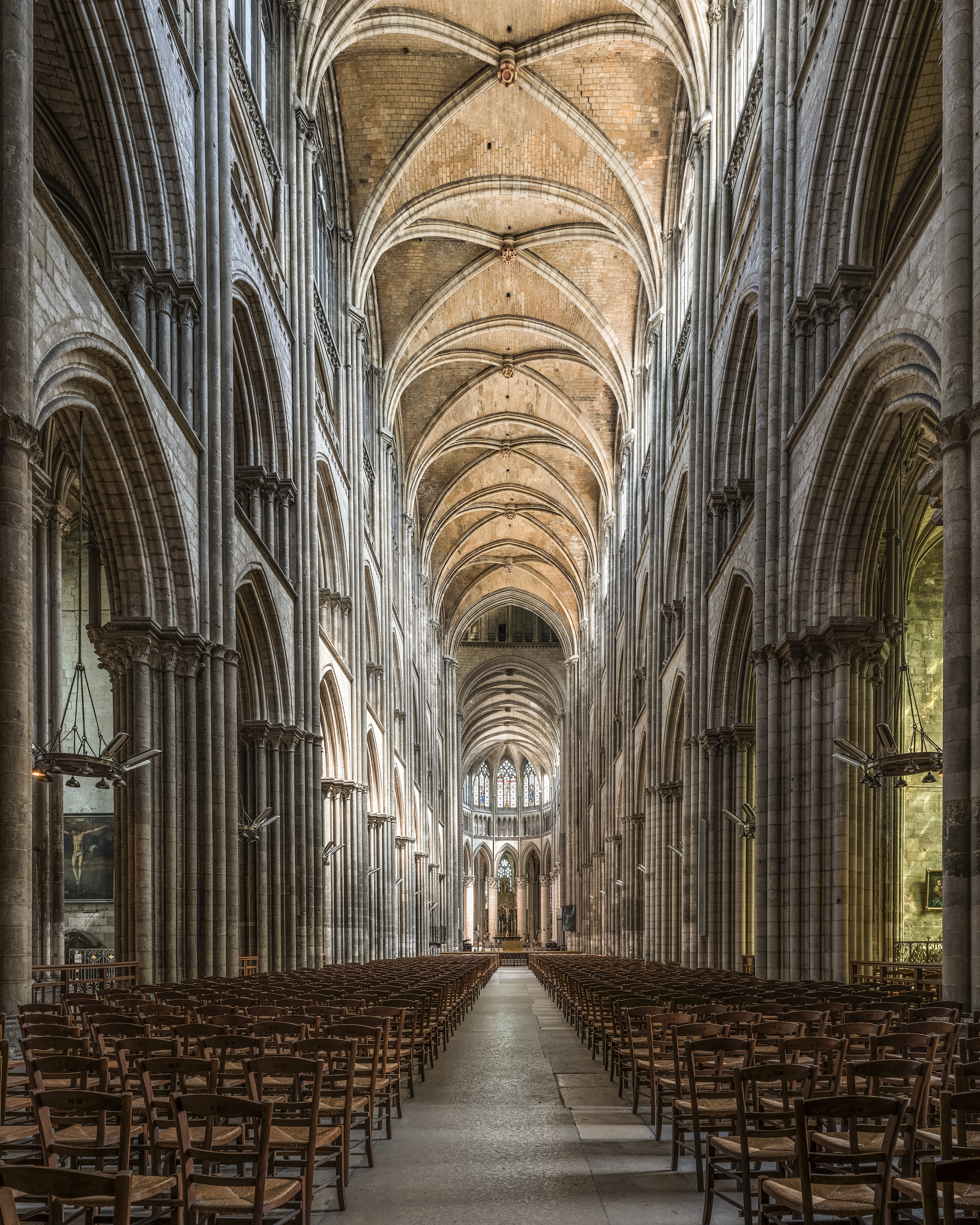
Katedra w Rouen, nawa główna

- gotycka katedra Notre Dame (XII–XVI w.) z witrażami (XII–XV w.), uwieczniona w serii obrazów Claude’a Moneta
- kościoły, m.in.:
  - St. Ouen (XIV–XVI w.)
  - St. Maclou i St. Vincent (oba XV–XVI w.)
  - Ste Madelaine (XVIII w.)
- Wieża Joanny d’Arc (XIII w.), beffroi (XIV w.)
- Pałac Sprawiedliwości (XV–XVI w.)
- ratusz (XVIII w.)
- pałace i domy z XV–XVIII wieku
- pomnik Napoleona Bonaparte

## Edukacja
- Université de Rouen
- NEOMA Business School
- ESIGELEC

## Sport
- Dragons de Rouen – klub hokejowy
- FC Rouen – klub piłkarski

## Muzea
- Musée des Beaux-Arts, czyli muzeum sztuk pięknych

## Miasta partnerskie
- Hanower, Niemcy
- Norwich, Wielka Brytania
- Ningbo, Chiny
- Salerno, Włochy
- Cleveland, USA
- Wejherowo, Polska
- Luboń, Polska
- Gostyń, Polska